# Akito Kawamoto
Akito Kawamoto (japanisch 河本 明人 Kawamoto Akito; * 1. Mai 1990 in Kōka) ist ein japanischer Fußballspieler.

## Karriere
Kawamoto erlernte das Fußballspielen in der Schulmannschaft der Ryutsu Keizai University Kashiwa High School und der Universitätsmannschaft der Ryūtsū-Keizai-Universität. Seinen ersten Vertrag unterschrieb er 2013 bei Ventforet Kofu. Der Verein spielte in der höchsten Liga des Landes, der J1 League. Für den Verein absolvierte er 40 Erstligaspiele. 2015 wurde er an den Zweitligisten Tochigi SC ausgeliehen. Für Tochigi absolvierte er 24 Ligaspiele. 2016 kehrte er zu Ventforet zurück. Für den Klub absolvierte er 32 Erstligaspiele. 2018 wechselte er zum Tokyo United FC. 2020 wechselte er zum Nankatsu SC.